# Jacob Sacks

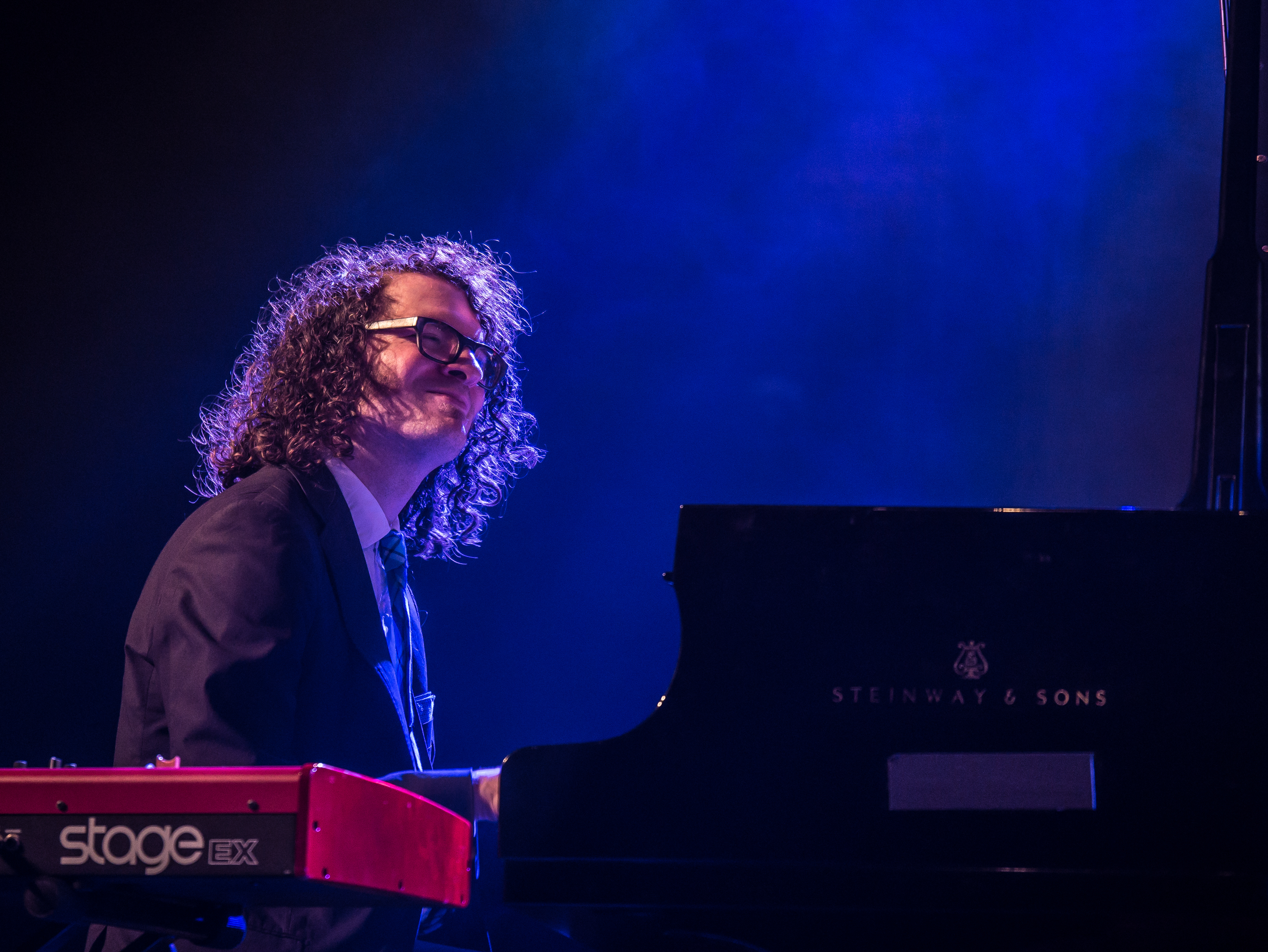
Jacob Sacks beim Moers Festival 2015

Jacob Sacks (* 1977 in Monroe, Michigan) ist ein US-amerikanischer Jazzpianist und Komponist.

## Leben und Wirken
Jacob Sacks hatte ab fünf Jahren Klavierunterricht; als Jugendlicher begann er sich mit Jazz und Improvisation zu beschäftigen. Er spielte zunächst mit lokalen Bands im Raum Ann Arbor und Toledo (Ohio), bevor er 1995 ein Stipendium (Presidential Scholar in the Arts) zum Studium an der Manhattan School of Music erhielt (Unterricht bei Garry Dial). Nach seinem Abschluss 1998 war er im folgenden Jahr Finalist beim Thelonious-Monk-Wettbewerb. 1999 legte er sein Debütalbum Region vor, das eigene Kompositionen enthielt und in Quintettbesetzung mit Andrew Bishop, John Wojciechowski, Tim Flood und Dan Weiss entstand.
In den 2000er-Jahren spielte Sacks u. a. mit David Binney, Jakob Garchik, Eivind Opsvik und Ohad Talmor, im folgenden Jahrzehnt auch mit Jon Irabagon und Christophe Schweizer. Ferner arbeitet er im Duo mit dem Sänger Yoon Sun Choi, mit dem er ein Tributalbum für den Sinatra-Songwriter Joe Raposo einspielte und u. a. auch in der New Yorker Carnegie Hall auftrat. Im Bereich des Jazz war Sacks zwischen 1999 und 2017 an 39 Aufnahmesessions beteiligt. Sacks, der in Brooklyn lebt, arbeitet gegenwärtig (2014) im Trio mit dem Bassisten Thomas Morgan und dem Schlagzeuger Dan Weiss, im Quartett Landlines mit Chet Doxas, Zack Lober und Vinnie Sperrazza.
Im November 2014 gastierte Sacks auf dem SWR New Jazz Meeting und trat mit Melissa Aldana, Kirk Knuffke, Jakob Bro, Joe Martin und RJ Miller auf. 2020 legte er das Soloalbum Montreal vor. Zu hören ist er u. a. auch auf * Ohad Talmors Album Long Forms (2020), auf Jacob Garchiks Assembly (2022) und  Darren Johnstons Wild Awake (2023).

## Diskographische Hinweise
- Jacob Garchik: Abstracts (Yestereve Records, 2005), mit Dan Weiss
- Jacob Sacks, Mat Maneri, Eivind Opsvik, Paul Motian: Two Miles a Day (2007)
- Masa Kamaguchi / Jacob Sacks / Vinnie Sperrazza: Barcelona Holiday (Fresh Sound Records, 2008)
- Yoon Sun Choi & Jacob Sacks: Imagination: The Music of Joe Raposo (Yeah Yeah, 2008)
- Dave Ambrosio / Jacob Garchik / Jacob Sacks / Vinnie Sperrazza: 40 Twenty (2011)
- Masa Kamaguchi / Jacob Sacks / Vinnie Sperrazza: Play Cy Coleman (Fresh Sound, 2012)
- Jacob Sacks / Ellery Eskelin / Tony Malaby / Michael Formanek / Dan Weiss: Fishes (Clean Feed Records, 2018)
- Montreal (2020) solo
- Hank Roberts: Science of Love (2021)